# Édouard Lockroy
Édouard Étienne Antoine Simon Lockroy, född den 18 juli 1838 i Paris, död där den 22 november 1913, var en fransk politiker, son till dramatikern Lockroy.
Lockroy hörde till yttersta vänsterns ledare i deputeradekammaren, av vilken han var ledamot sedan 1871 och där han 1892 och 1902-05 valdes till vicepresident. Lockroy var en av deltagarna i Garibaldis expedition till  Sicilien (1860) och följde 1860-64 Renan som sekreterare på dennes forskningsresa i Heliga landet. 
Lockroy var handels- och industriminister i Freycinets och René Goblets ministärer 1886-87, förste organisatör av världsutställningen i Paris 1889, undervisningsminister i Floquets kabinett april 1888-februari 1889 och sjöminister i Bourgeois radikala kabinett november 1895-april 1896 liksom i Brissons (juni-november 1898) och Dupuys (november 1898-juni 1899). 
År 1909 lämnade han det politiska livet. Lockroy författade ett stort antal arbeten, dels reseskildringar, dels arbeten rörande Frankrikes och andra länders sjöförsvar (La defense navale 1899, Les marines française et allemande, Lettres sur la marine française) med mera.